# Estação San Nicolás
A Estação San Nicolás é uma das estações do Metrorrey, situada em San Nicolás, entre a Estação Santiago Tapia e a Estação Anáhuac. Administrada pela STC Metrorrey, faz parte da Linha 2.
Foi inaugurada em 1º de outubro de 2008. Localiza-se no cruzamento da Avenida Universidad com a Avenida Santiago Tapia. Atende o centro da cidade.